# Виторе Карпачо
Виторе Карпачо (итал. Vittore Carpaccio; Венеција, око 1460 — Венеција, 1525/26) био је италијански сликар, сматран највећим сликарем наративних сцена венецијанске школе. Због нарочитог реализма његових фигура смјештених у један кохерентан простор јасне перспективе такође га се сматра претечом каснијих венецијанских сликара градских панорама Венеције.
Карпачо је врло вјероватно био ученик Лацара Бастијанија, мада је у његовом дјелу очигледно да су му узори били Ђентиле Белини и Антонело да Месина. Из његовог раног периода истиче се Спаситељ са четворицом Апостола које датира око 1490. године. У овом периоду му се приписују још нека дјела, међутим, будући да се у раном периоду није потписивао, постоје сумње да их је он насликао. Почетком 1490-их, Карпачо је радио на пројекту циклуса слика из легенде о св. Урсули за Школу Санта Урсула, данас Галерије Академије у Венецији. То су дјела по којима се истиче као зрео умјетник са изразитом способношћу за организовање наративних сцена и вјештином у приказу односа свјетлости. Сцена под именом Снови св. Урсуле је посебно вреднована због богаства натуралистичких детаља.